# 奈良知彦
奈良 知彦（なら ともひこ、1954年11月8日 - ）は、群馬県出身のサッカー指導者。
育英大学　教授。

## 来歴・人物
群馬県前橋市出身。
前橋市立第五中学校 - 習志野市立習志野高等学校 - 東海大学。習志野高では第50回全国高等学校サッカー選手権大会で優勝。大学卒業後の1977年、群馬県立前橋商業高等学校に着任し、サッカー部監督に就任。全国高校サッカー選手権大会10回出場。第67、68回全国高等学校サッカー選手権大会では服部浩紀、鳥居塚伸人らを擁して2年連続ベスト4。サッカー不毛の地であった群馬県をサッカーどころへと押し上げた。前橋商監督時代は山田耕介監督率いる前橋育英高と並んで群馬の双璧を築く。
前橋商業で27年間、サッカー部を指導したのち群馬県立藤岡工業高等学校教頭、前橋市立前橋高等学校教頭、校長を歴任。
2018年2月からザスパクサツ群馬社長（株式会社ザスパ）に就任し、2019年にJ2復帰を果たす。2021年1月、社長退任した。

## 主な教え子
- 間野健彦（常盤高サッカー部監督）
- 桑原賢治
- 米倉誠
- 若林秀行
- 服部浩紀
- 鳥居塚伸人
- 吉澤英生
- 笠原恵太
- 真下佐渡士
- 佐藤一樹
- 笠原宗太
- 松本大樹
- 大野敏隆